# Tepe Narenj
Tepe Narenj ou colline des orangers est un site archéologique afghan et structure de monastère situé non loin de Kaboul, dans la province de la capitale afghane. Daté du Ve siècle au Xe siècle après J.-C., le site du monastère bouddhistes est abandonné après la conquête musulmane du pays. Le site fait l'objet de fouilles par une équipe dirigée par l'archéologue franco-afghan Zafar Paiman depuis 2004, servant de chantier-école pour les archéologues du pays.

## Localisation et géologie du site
Le site archéologique est situé au sud de la vieille ville de Kaboul, à 1752 mètres de la vieille citadellesur les pentes du Koh-e Zanburak, montagne de la petite guêpe et au sud de Lac Koul-e Heshmatkhan. Le site est situé le long de la route commerciale reliant Kaboul à l'Inde.

## Histoire

### Histoire ancienne et médiévale
Le site permettait la quiétude des moines, à l'écart de la ville.
Le site est mentionné par le roman chinois La Pérégrination vers l'Ouest publié pour la première fois dans les années 1590. Le roman évoque le moine bouddhiste Tang Sanzang qui avait visité le site au VIIe siècle apr. J.-C.. L'iconographie des artefacts archéologiques dégagés démontre la pratique de Bouddhisme tantrique sur le site.
Les armées musulmanes ont détruit le monastère au IXe siècle apr. J.-C.. Le site a été partiellement détruit par le développement de la ville.

### Redécouverte et fouilles, menaces actuelles
Le site a été fouillé de 2004 à 2012 par une équipe afghane dirigée par Zafar Paiman deux saisons par an.
L'étude des céramiques et des monnaies ont permis dater le site entre le Ve et le Xe siècle.
L'ampleur des découvertes réalisées en fait un site majeur pour l'étude de l'expansion du bouddhisme.
Étant donné le matériau du site et son aspect découvert, le site est menacé par l'érosion. Les sculptures retrouvées sont faites d'argile recouverte de tissu et de stuc.
Une autre menace est la présence de pilleurs outre le maintien d'un risque pour la sécurité qui reste le lot du pays. Le site a fait l'objet d'une inscription en 2008 parmi 100 sites en danger.

## Description du site archéologique
Les archéologues qui ont fouillé le site ont pu dégager un stupas et des chapelles. Le site était pourvu de Bouddhas et Bodhisattvas. Les pieds d'une statue mesurent environ 71 cm ce qui fait supposer que la taille permettait d'être vue de loin.
Le monastère comporte cinq petits stupas pour la méditation et cinq chapelles, des colonnes. Le site mesure environ 300 mètres. 